# Ernest Reyer
Ernest Reyer, nato Louis Étienne Ernest Rey (Marsiglia, 1º dicembre 1823 – Le Lavandou, 15 gennaio 1909), è stato un compositore francese e critico musicale.

## Biografia
Il padre notaio non era d'accordo sul fatto che il figlio scegliesse una carriera musicale. Tuttavia non volle bloccare le naturali inclinazioni di lui e lo autorizzò a frequentare il Conservatorio dall'età di sei anni. Nel 1839, all'età di sedici anni, Ernest si recò in nord Africa per collaborare con suo cognato Farrenc, allora capo contabile nel Treasury Department in Algeria. Il lavoro non era però molto adatto al temperamento di Reyer che si dimostrò poco interessato ed indisciplinato. Fra i documenti amministrativi ai quali lavorava sembra abbia intercalato la stesura di numerosi scritti giovanili e diversi pezzi musicali di danze. Alcuni dei pezzi musicali di quel periodo raggiunsero una certa notorietà e ricevettero critiche favorevoli sulla stampa algerina. Fra questi una Messa eseguita nella Cattedrale di Algeri in occasione di una visita del duca di Aumale nel 1847.
Reyer fece ritorno a Parigi nel 1848 e cominciò a frequentare gli artisti bohemiens della capitale francese, fra i quali Gustave Flaubert e Théophile Gautier. Il sud della Francia e la Provenza attrassero la sua attenzione e Reyer riprese a socializzare con la gente del luogo, con la quale amava giocare a domino mentre fumava la pipa, che diceva essere la sua principale fonte di ispirazione. 
Sua zia, Louise Farrenc, professoressa di pianoforte al Conservatorio ed anche compositrice di talento, indirizzò Reyer agli studi musicali. Nel 1850 compose un'ode sinfonica intitolata Le sélam per coro e orchestra, su testo di Theophile Gautier, che venne eseguita al Théâtre de la comédie italienne. Quattro anni dopo, nel 1854, compose la musica per un'opera in un atto, Maître Wolfram ("Maestro Wolfram"), su libretto di Joseph Méry. Assistendo alla rappresentazione di quest'opera all'Opéra Comique, il compositore Hector Berlioz, si accorse del talento di Reyer, sostenendo che la sua musica non avesse «nulla in comune col piuttosto affettato e scontato alla musa di Parigi […]. Le sue melodie sono naturali […] e vi è cuore ed immaginazione». 
A poco a poco Reyer cominciò a farsi conoscere. Nel 1857, il critico Charles Monselet scrisse di lui: «Reyer è un musicista che scrive o uno scrittore che compone musica? Io non so rispondere, ma spero che questo ragazzo ispirato faccia la sua strada cantando e scrivendo». Per sua ammissione, Reyer non era (ancora) apprezzato universalmente ed alcuni critichi puntualizzavano come la sua orchestrazione non avesse raggiunto il livello di un genio musicale. 
L'anno seguente Reyer compose un balletto, Sacountalâ, ispirandosi ancora una volta a un testo di Theophile Gautier. 
Il balletto ebbe la prima assoluta all'Opéra di Parigi il 14 luglio 1858 e venne rappresentato ben ventiquattro volte nel corso del 1860.
Lo stesso tema fu poi ripreso da una celebre ouverture di Karl Goldmark e da un'opera di Franco Alfano).
Nel 1861 Reyer compose un'opera-comique in tre atti e sei quadri, La Statue ("La Statua"), la cui trama era ispirata alle Mille e una notte, su libretto di Michel Carré e Jules Barbier. Essa ebbe la prima al Théâtre Lyrique a Parigi l'11 aprile 1861. In meno di due anni La Statue realizzò sessanta spettacoli, un numero impressionante per l'epoca.
Nel 1862 Reyer ottenne finalmente un riconoscimento ufficiale: venne insignito dell'onorificenza di cavaliere della Légion d'Honneur. Lo stesso anno, compose Erostrate, un'opera in due atti che venne messa in scena nell'agosto 1862 a Baden-Baden, sotto gli auspici delle grandi famiglie d'Europa. Reyer ebbe in tale occasione l'onore di ricevere l'Aquila rossa dalle mani della regina di Prussia. 
Lentamente, la sua fama cominciò a declinare. La stessa Érostate si rivelò un vero fallimento a Parigi e venne rappresentata soltanto tre volte, privandosi così della possibilità di venire rappresentata all'Opéra. 
Nel 1884 venne pubblicata Sigurd, la più nota delle sue opere. Essa fu piuttosto popolare in Francia ai suoi inizi (venne rappresentata per la prima volta a Bruxelles al Théâtre de la Monnaie nel gennaio del 1884) e godete di qualche occasionale ripresa. Sigurd è basata su di una leggenda scandinava, tratta dall'Edda e dalla Volsunga saga (Nibelungenlied), le stesse fonti che Richard Wagner utilizzò per il libretto del suo ciclo L'anello del Nibelungo. La musica di Sigurd è peraltro completamente diversa da quella di Wagner. Nonostante Reyer ammirasse Wagner, sviluppò la sua musica più lungo le linee del suo mentore Hector Berlioz. Ascoltando Sigurd si può sentire l'eco delle pagine de Les Troyens o di  Benvenuto Cellini, impregnate della stessa aura eroica. 
Il 15 luglio 1884 ebbe la prima al Royal Opera House, Covent Garden di Londra in italiano diretta da Enrico Bevignani con Emma Albani ed Édouard de Reszke, il 15 gennaio 1885 a Lione, il 12 giugno al Palais Garnier di Parigi, il 24 dicembre 1891 a New Orleans, il 30 dicembre la centesima recita al Palais Garnier diretta da Charles Lamoureux ed il 26 dicembre 1894 al Teatro alla Scala di Milano diretta da Rodolfo Ferrari. 
L'ultima opera di Reyer fu Salammbô (1890), tratta dal romanzo omonimo di Gustave Flaubert, che raggiunse le 46 rappresentazioni da maggio a dicembre del 1892. 
L'opera era stata composta diversi anni prima ma venne messa in scena con un certo scetticismo iniziale a seguito dell'insuccesso di Sigurd. 
Essa venne rappresentata per la prima volta al Théâtre de la Monnaie di Bruxelles il 10 febbraio 1890, quindi il 23 novembre al Théâtre des Arts di Rouen, il 16 maggio 1892 al Palais Garnier ed il 25 maggio 1900 a New Orleans. Il 27 giugno successivo avviene la centesima recita al Palais Garnier ed il 20 marzo 1901 avviene la première al Metropolitan Opera House di New York diretta da Luigi Mancinelli con Antonio Scotti e Marcel Journet.
Reyer, impossibilitato a mantenersi con i guadagni delle sue opere, sostituì Hector Berlioz come critico musicale del Journal des débats, lavorando anche come bibliotecario all'Académie de musique. 
Morì a Le Lavandou, nel sud della Francia, 80 km ad est di Marsiglia.
Nel 1911 Salammbô ebbe la prima al Grand Théâtre de Monte Carlo.
Nel 1919 Sigurd inaugura l'Opéra national de Lorraine e nel 1924 la ricostruita Opéra municipal de Marseille.

## Opere
- Chœur des buveurs et chœurs des assiégés, ca. 1848.
- Le sélam, 1850.
- Maître Wolfram, 1854.
- Sacountalâ, balletto, 1858 all'Opéra di Parigi.
- Chant des paysans (da Les Volontaires de 1814 by V. Séjour), 1861.
- La statue, 1861.
- Erostrate, 1862.
- L'hymne du Rhin, parole di Méry, 1865.
- La Madeleine au désert, poema di Ed. Blau, 1874.
- Marche tzigane.
- Recueil de mélodies et de fragments d'opéras.
- Sigurd, 1884.
- Salammbô, 1890.
- Tristesse, poema di Ed. Blau, 1884.
- L'homme, poema di G. Boyer, 1892.
- Trois sonnets, poema di C. du Locle.

## Opere di saggistica
- Notes de musiques, Charpentier, 1875.
- Notice sur Félicien David, Académie des Beaux-Arts, 17 novembre 1877.
- Berlioz, Revue des Revues, 1º gennaio 1894.
- Quarante ans de musique (1857-1899), pubblicazione postuma con prefazione e note di Henriot Calmann-Lévy, 1910, in-8°.